# Naya Raipur
Naya Raipur (hindi नया रायपुर, trl.: naya raayapur, ang. New Raipur) – będący w trakcie budowy nowy ośrodek administracyjny stanu Chhattisgarh, Położony niecałe 10 km na wschód od dotychczasowej stolicy, Raipur. Planowana populacja miasta to ponad pół miliona mieszkańców. Miasto ma być przyjazne człowiekowi i w większej części będzie pokrywane przez zieleń.